# Стара Кавала
Стара Кавала (грч. Παλαιά Καβάλα, Палеа Кавала) је насељено место у општини Кавала у периферији Источна Македонија и Тракија, Грчка. Према попису из 2021. године било је 106 становника.
Према бугарском географу и историчару, Василу Канчову, у Старој Кавали је 1900. године живело 850 Словена муслимана. Године 1924. муслиманско становништво је принудно исељено у Турску а на њихово место су насељене грчке избегличке породице, којих је на попису из 1928. било 379. Село се раније звало Ески Кавала.